# Deficiència de BCKDK
La deficiència de BCKDK o deficiència de cetoàcid deshidrogenasa quinasa de cadena ramificada és una malaltia resultant de mutacions del gen BCKDK. Els pacients amb deficiència de BCKDK tenen nivells baixos d'aminoàcids de cadena ramificada (BCAA) al seu organisme a causa de la degradació accelerada d'aquests aminoàcids essencials. Això provoca un retard en el desenvolupament del cervell, que pot presentar-se com a discapacitat intel·lectual i trastorn de l'espectre autista. Els pacients poden patir convulsions epilèptiques.

## Història
La malaltia es va descriure per primera vegada el 2012 en tres famílies no relacionades.
Més endavant García-Cazorla, Oyarzabal et al. van confirmar que les mutacions de BCKDK poden provocar dèficits neuroconductuals en humans i donar suport a la justificació de la intervenció dietètica. En el seu estudi del 2013, van descobrir que la suplementació amb BCAA (leucina, isoleucina i valina) cada 5 hores en combinació amb una dieta hiperproteica mostrava una millora significativa per als pacients amb dèficit de BCKDK.

## Simptomatologia
Els símptomes de la malaltia per dèficit de BCKDK poden incloure (autisme, discapacitat intel·lectual i retard del desenvolupament). S'ha identificat que els infants que reben tractament abans dels 2 anys d'edat poden no desenvolupar autisme.

## Prevalença
Segons Garcia-Cazorla (2020), actualment hi ha 21 casos documentats a tot el món

## Tractament
S'ha comprovat que la reposició contínua dels nivells de BCAA per suplementació alleuja els símptomes dels pacients.. Els estudis en curs, encara no publicats, poden indicar una millora més gran si la suplementació s'administra cada 3 hores. Aquesta suplementació s'acompanya de dieta hiperproteica.